# Peter von Poehl

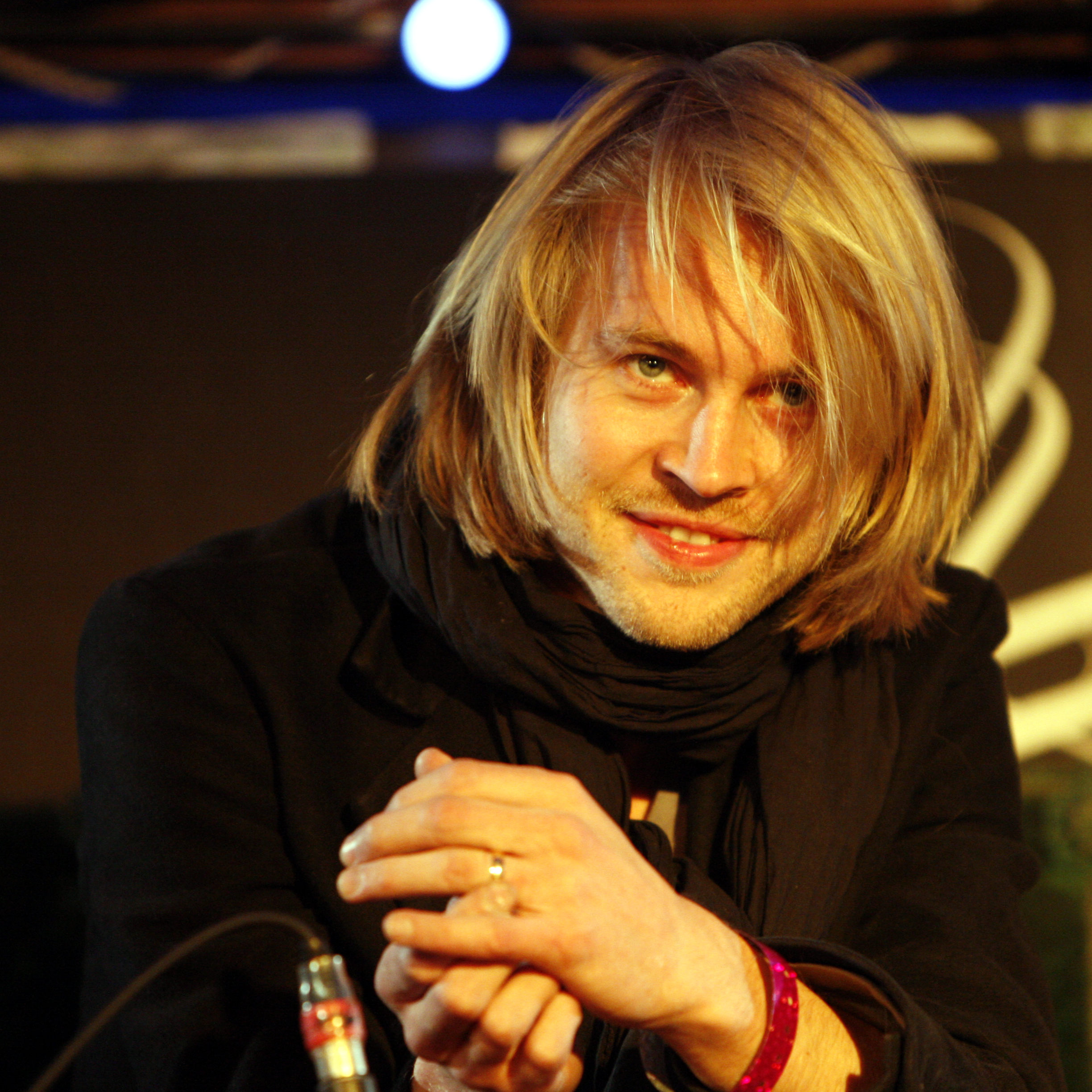
Peter von Poehl (2007)

Peter Tomas Paul von Poehl (* 31. März 1972 in Malmö) ist ein schwedischer Singer-Songwriter, Komponist, Musiker und Dirigent.

## Leben
Von Poehl spielte Gitarre bei A. S. Dragon. Er hat weitere Kollaborationen mit Künstlern wie beispielsweise Bertrand Burgalat, Michel Houllebecq, Doriand, Lio, Marie Modiano und Florian Horwath, mit dem er in Berlin das Label Graeferecordings gründete.
Sein erstes Album Going to Where the Tea-Trees Are erschien am 9. Mai 2006 bei Tôt ou tard.
Seither hat er Vincent Delerms drittes Album Les Piqûres d’araignée produziert. Er steuerte den Song Marine dazu bei. Momentan ist er auf großer Tour, meistens als Vorband von Phoenix und Air. 2007 spielte er bei Eurockéennes in Belfort.
Sein zweites Album mayday wurde im Februar 2009 veröffentlicht. 2012 komponierte er die Filmmusik zu Vanishing Waves.

## Diskografie
- Going to Where the Tea-Trees Are (2006)
- May Day (2009)
- Big Issues Printed Small (2013)
- Sympathetic Magic (2017)
- Songs From the Other Side (2021)

## Filmografie
- 2024: Jane Austen und das Chaos in meinem Leben (Jane Austen a gâché ma vie)

## Auszeichnungen für Musikverkäufe
| Platin-Schallplatte - Frankreich - 2023: für die Single The Story of the Impossible |

| Land/RegionAuszeichnungen für Musikverkäufe (Land/Region, Auszeichnungen, Verkäufe, Quellen) | Gold | Platin  | Verkäufe | Quellen         |
| -------------------------------------------------------------------------------------------- | ---- | ------- | -------- | --------------- |
| Frankreich (SNEP)                                                                            | —    | Platin1 | 200.000  | snepmusique.com |
| Insgesamt                                                                                    | —    | Platin1 |          |                 |